# Гори Кісо

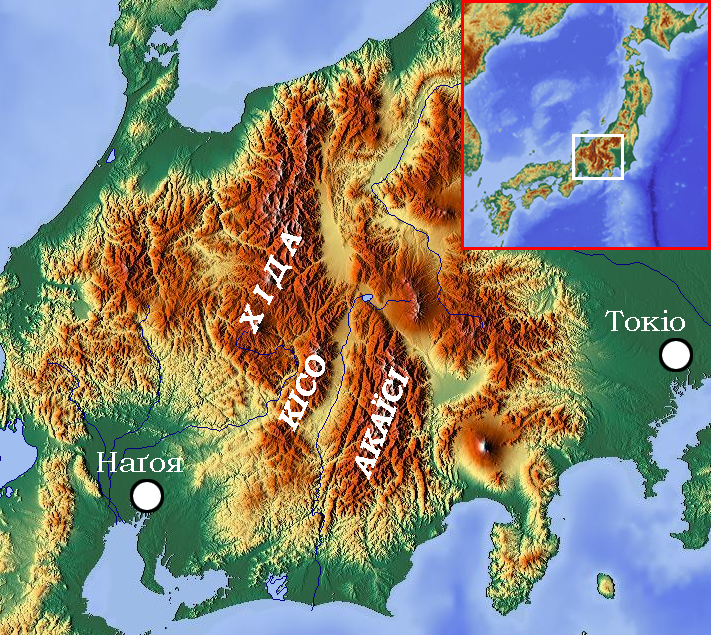
Японські Альпи.

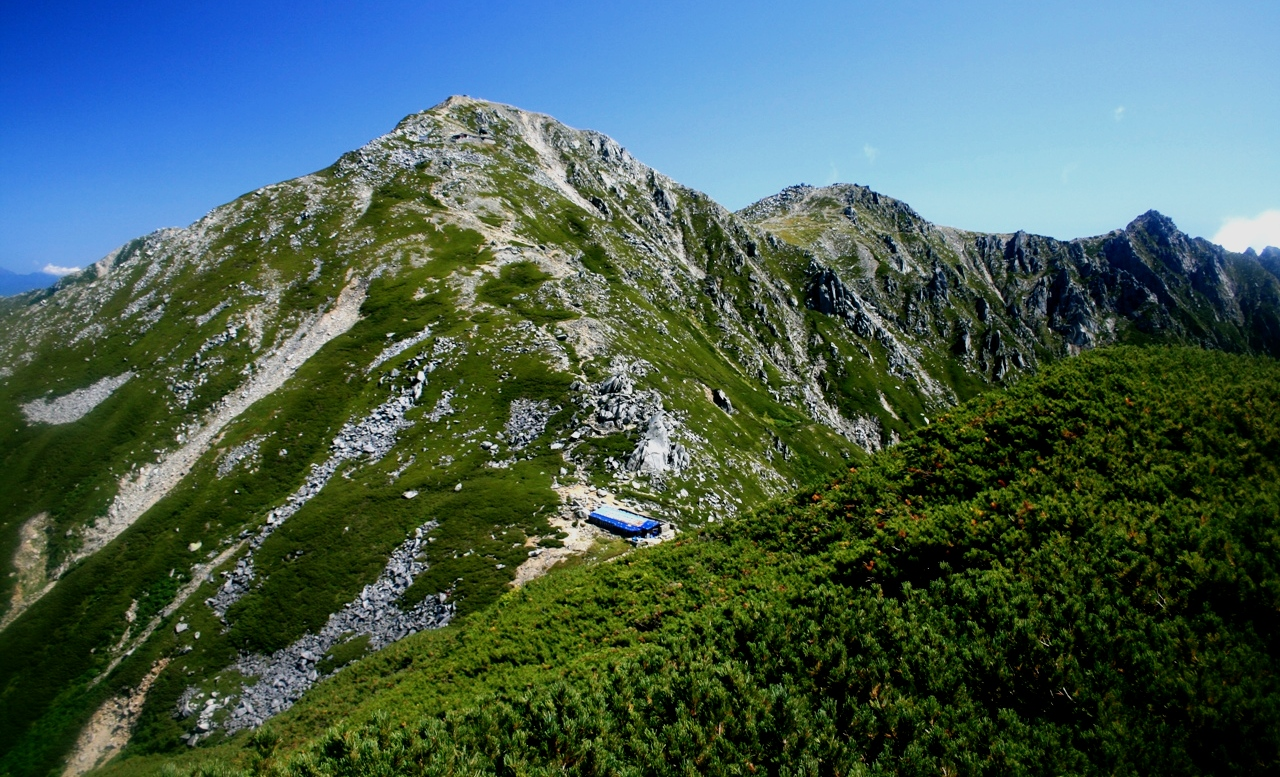
Кісо-Кома — найвища вершина гір Кісо

Го́ри Кісо́ (яп. 木曽山脈, きそさんみゃく, МФА: [kʲiso sam̚.mʲaku̥]) — гірський хребет в Центральній Японії, на острові Хонсю. Простягається від південного заходу префектури Наґано до кордону префектур Ґіфу й Айті. Один з хребтів Японських Альп. Займає проміжну частину між горами Акаїсі на сході та горами Хіда на заході. Інша назва — Центра́льні А́льпи.

## Короткі відомості
Протяжність гір Кісо з півночі на південь становить 100 км; з заходу на схід — 20 км. Хребет обмежений западиною Іна та долиною Кісо і затиснутий між двома великими річками — Тенрю на сході та Кісо на заході.
Гори Кісо належать до гір горстового типу. Основна геологічна порода — граніт. Хребет має 25 вершин, висота яких перевищує 2500 м. Гори північної частини вищі за південні. Найвища точка — гора Кісо-Кома (2956 м). Серед інших головних вершин — Уцуґі (2864 м), Мінамі-Кома (2841 м), Ена (2191 м).
Схили хребта дуже круті, скелясті. Сходження на гори в районі підніжжя порівняно легке. Від залізничної станції міста Комаґане до вершини Кісо-Кома можна піднятися за один день пішки, або за 2 години, використовуючи канатну дорогу.
Гори Кісо покриті хвойними лісами. На висоті вище 2500 м ростуть кам'яні берези та кедрові сланники. Подекуди, у високогірних районах, зустрічаються філлодоце, шизокодони, герані й рябчики.
Неподалік від Кісо-Коми, в районі вершини гори Хокен, розташований льодовиковий кар. Через крутість схилів хребта, води річок, що стікають на схід і захід, утворюють у підніжжя гір конуси виносу. Ці конуси особливо розвинені на сході в хребта, в районі западини Іна.
В ранньому новому часі остання сполучалася з долиною Кісо дорогою, що проходила через перевали Ґонбей, Одайра та Сейнайдзі. 1984 року через перевали Ґонбей та Сейнайдзі проклали автошлях, а під горою Ена прорили тунель, яким проходить Центральна автострада.

## Вершини
- Гора Кісо-Кома 木曽駒ヶ岳 2956 м